# 德羅霍貝奇卡明山
48°56′30″N 22°52′20.50″E / 48.94167°N 22.8723611°E
德羅霍貝奇卡明山（烏克蘭語：Дрогобицький Камінь）是烏克蘭的山峰，位於該國西部，處於利沃夫州和外喀爾巴阡州接壤的邊界，屬於烏克蘭喀爾巴阡山脈的一部分，海拔高度1,186米。